# Condado de Aversa
La ciudad de Aversa fue oficialmente fundada en el año 1030 por Ranulfo Drengot, también conocido como Ranulfo I de Aversa, hijo de un noble normando originario seguramente de Carreaux, en la Baja Normandía, llegado como mercenario a la región. Rainulfo se convirtió en el primer conde de Aversa, infeudado inicialmente respecto de Sergio IV, duque de Nápoles, y posteriormente respecto de Enrique II, emperador del Sacro Imperio Romano Germánico. Rainulfo consolidó su propia posición mediante su matrimonio con la hermana de Sergio IV, añadiendo a sus dominios el condado de Capua, al que trasladó la sede condal.
Gracias a la política desarrollada por los condes de Aversa, en especial respecto del asilo otorgado a los normandos, la localidad pasó de ser poco más que una minúscula aldea hasta alcanzar el estadio de pequeña ciudad, utilizada como palanca por los normandos para, a lo largo de los siglos XI y XII, culminar toda la conquista de la Italia Meridional. Fue de hecho el dominio normando, que aglutinó las aldeas dispersas en un recinto amurallado, el que sentó las bases para la expansión urbana de la ciudad, a la que dotaron de nuevas fortificaciones en torno del palacio-fortaleza y de la primitiva capilla de San Pablo.
Tras la muerte de Rainulfo en el 1045, los condes sucesivos fueron Raúl, Trinconotte y Dragone, siendo sucedidos a su vez en el 1048 por Ricardo, quien ejerció el condado durante 30 años.
El más destacado de los condes de Aversa fue este último, el quinto conde, Ricardo I de Capua (también conocido como Ricardo Drengot), que fue capaz de tener a raya al propio Roberto Guiscardo, jefe de los normandos establecidos en Italia. Fue el propio conde de Aversa quien condujo a normandos y beneventinos a la victoria contra las tropas de la coalición antinormanda organizada por el papa en la batalla de Civitate el 18 de junio de 1053, a pesar de que oficialmente el mando de las tropas normandas en la batalla le correspondía a Hunifredo de Altavilla. Ricardo I de Aversa decidió la suerte de la batalla al hacer prisionero al papa León IX en el curso de la misma. Sin embargo, el conde prefirió no tratar al pontífice como prisionero, sino optó por escoltarle hasta Roma con todos los honores y dejarle allí en libertad. Ese gesto le comportó como beneficio la reconciliación con la Iglesia católica, el levantamiento de la excomunión dictada anteriormente contra él y la elevación de Aversa ese mismo año a la categoría de diócesis, con el nombramiento de un obispo al frente de la nueva diócesis de Aversa, que quedaba sujeta directamente a la Santa Sede, lo que reforzó su posición. Además, consolidó su propio poder en Aversa al verse infeudado en la posesión de la misma por el papa. En el 1078 cambió de alianzas, con lo que se atrajo la excomunión dictada por el papa.
Por otro lado, Aversa contó desde los primeros momentos con presencia de una colonia de personas de origen judío, como sucedía en varios otros lugares de la zona y de la cercana Sicilia.
El sexto conde, Ricardo II el Calvo, hijo de Ricardo I, que asumió el condado el año 1090, se enfrentó a una sublevación de los habitantes de Capua en el 1091, no recuperando dicha ciudad hasta el 1098. Durante este período trasladó la capital de sus dominios a Aversa.
El año 1132, Rogelio II de Sicilia, que se sintió traicionado por los condes de Aversa, atacó la ciudad, a la que incendió; aunque arrepentido por los daños causados colaboró en su reconstrucción. En el 1156 se confiscó el condado de Aversa, que pasó a manos de la dinastía de los Altavilla en tanto que reyes de Sicilia.